# اچ‌ام‌اس کوئین اما
اچ‌ام‌اس کوئین اما (به انگلیسی: HMS Queen Emma) یک کشتی بود که طول آن ۳۸۰ فوت (۱۲۰ متر) بود. این کشتی در سال ۱۹۳۹ ساخته شد.